# بخش مونتروی
بخش مونتروی (به فرانسوی: Arrondissement de Montreuil) یک بخش در فرانسه است که در پا-دو-کاله واقع شده‌است.